# George Guy Waterhouse
George Guy Waterhouse, britanski general, * 1886, † 1975.